# 國際警察首長總會
國際警察首長協會（英語：International Association of Chiefs of Police，簡稱 IACP）是一個位於美国弗吉尼亚州亞歷山卓的501(c)(3)組織。這是世界上最大的警察領導人專業協會。

## 概述
IACP 是《警察首長》雜誌的出版者，這是執法領導人最重要的期刊，同時也是 IACP 年度大會和博覽會的主辦方，這是世界上最大的警察教育和技術博覽會。
IACP 是世界上最大的警察領導人專業協會。它擁有超過 31,000 名會員，遍布超過 165 個國家。儘管名稱中帶有「國際」二字，但該組織的會員資格對所有級別的執法人員開放，包括非警察但與執法有關的人員。活躍會員資格僅限於警察局長和指揮級別的警官，他們有權在年度大會和博覽會上投票決定協會的正式政策並選舉協會官員。聯合會員資格則開放給非指揮級別的警官、執法機構的文職人員，以及其他與執法相關的人士，包括在學術機構中從事刑事司法或相關領域的教職員、刑事司法或相關課程的學生、私人和公司安全人員、私人偵探、醫學/心理學專業人士、協會和非營利組織的成員，以及為執法部門提供服務的公司員工。